# Discographie de Jean-Louis Murat
 (février 2020).
Si vous disposez d'ouvrages ou d'articles de référence ou si vous connaissez des sites web de qualité traitant du thème abordé ici, merci de compléter l'article en donnant les références utiles à sa vérifiabilité et en les liant à la section « Notes et références ».
Cet article détaille la discographie de l'auteur-compositeur-interprète Jean-Louis Murat.

## EP et maxis
- Régulièrement des titres sont mis en ligne sur le site officiel de Jean Louis Murat, jlmurat.com, des inédits sont souvent proposés à l'écoute.

## Quelques participations
- 1990 : Tomber sous le charme, reprise de Louise Féron sur l'album Diversion (sur lequel Julien Clerc reprend L'ange déchu de Jean-Louis Murat).
- 1991 : Avalanche IV (adaptation française), sur l'album hommage à Leonard Cohen I'm Your Fan
- 1991 : Regrets, en duo avec Mylène Farmer sur l'album L'Autre...
- 1991 : N’attends rien, titre inclus dans la compilation Contresens au profit de la Fédération hospitalière de France
- 1993 : Marie-Jeanne, sur l'album hommage à Joe Dassin, L'équipe à Jojo
- 1994 : L'Amour au premier regard, extrait de la BO du film de Krzysztof Kieślowski, Trois Couleurs : Rouge
- 1996 : Entrez dans le rêve, reprise sur l'album hommage à Gérard Manset, Route Manset
- 1996 : Il pense à son corps et Jour d'hiver (auteur-compositeur), sur l'album Toutes les femmes ont un secret de Sylvie Vartan
- 1997 : Cartier-Bresson et C'est à Paris (auteur-compositeur), sur l'album Le roi de rien de Michel Delpech
- 1998 : Le Coup de Jarnac (en duo avec Lucia), sur la compilation Comme un seul Homme, au profit de l'association France ADOT
- 1998 : Achille à Mexico, inclus dans la compilation du journal Libération, Amour Foot, pour célébrer la Coupe du monde 1998
- 2002 : Un singe en Hiver, dont il est l'auteur-compositeur sur l'album Paradize d'Indochine.
- 2002 : Maculée conception (avec Harriet Roberts (en)), sur l'album Positions du collectif Trash Palace
- 2002 : Ophelia (inédit session Mustango), extrait de la compilation Dignity - Les chanteurs défendent la liberté de la presse au profit de Reporters sans frontières
- 2004 : La belle vie, en duo avec Holden (hors commerce)
- 2004 : Ceux qui cachent ce qu'ils n'ont pas, inclus dans la compilation 15 ! émise par la radio C'rock radio 89.5 FM (hors commerce)
- 2006 : L'orage (en duo avec Holden), sur l'album Chevrotine
- 2010 : Memory divine (auteur-compositeur), sur l'album La Pluie sans parapluie de Françoise Hardy
- 2010 : Bande originale du film Pauline et François de Renaud Fély, comprenant les titres Pauline à cheval, Les chevreuils et The blues[1].
- 2011 : BO du téléfilm Petite Fille, de Laetitia Masson avec Hélène Fillières et Benjamin Biolay, inclus les titres Philo, Saurais-tu par cœur et Quelle encre tire de ma bouche ces indicibles vérités
- 2011 : Amour aime aussi nous voir tomber (auteur-compositeur), sur l'album Les grands espaces d'Isabelle Boulay
- 2012 : Sur mes lèvres (auteur-compositeur), sur l'album Ô filles de l’eau de Nolwenn Leroy
- 2015 : Pour être deux, en duo avec Rose, sur l'album Pink Lady de Rose
- 2017 : Karma Girls (auteur-compositeur), sur l'album 13 d'Indochine
- 2017 : Les adieux, en duo avec Marie Myriam, sur la double compilation de cette dernière, 40 ans de carrière
- 2022 : Prose du Transsibérien et de la petite Jeanne de France, ⁣livre-disque des Disques du Maquis, poème de Blaise Cendrars lu par Jean-Louis Trintignant et œuvres d'Enki Bilal (musique de Murat, enregistrement de 1990).

## DVD et divers
- Murat en plein air (1991), VHS de 6 titres : Le berger de Chamablanc, Terre de France, Dordogne, J'ai un cœur trop laid, Le pastrassou dien sa tsabano, Le lien défait.
- Madame Deshoulières (2001), petit livre de textes réunis et présentés par Jean-Louis Murat, dessins de Carmelo Zagari, design graphique Véronique Gay-Rosier, éditions des Cahiers intempestifs.
- Le dragon a cent visages (2003), livre d'autoportraits tiré à 1 000 exemplaires.
- Parfum d'acacia au jardin (2004), DVD de 13 titres avec la participation de Camille : Parfum d'acacia au jardin, La Petite Idée derrière la tête, Ce qui n'est pas donné est perdu, Au cabaret, Call Baby Call, Fille d'or sur le chemin, Ton pire ennemi, Elle avait le béguin pour moi, En souvenir de Jade, Dix Mille -Jean-Louis d'or, Plus vu de femmes, On se découvre en regardant, Qu'entends-tu de moi que je n'entends pas // CD de 7 titres : On se découvre en regardant, La Petite Idée derrière la tête (guitare/voix), En souvenir de Jade, Elle avait le béguin pour moi, Chappaquiddick, La Petite Idée derrière la tête, Marquis)
- 1451 (2005), comprenant un livre (poème et illustrations) de 96 pages sur papier vergé, un DVD de 38 minutes s'achevant sur la chanson 1451 et un CD audio de 25 minutes (lecture du poème). Collector disponible uniquement sur le site officiel, tiré à 1 000 exemplaires.
- Jean-Louis Murat signa l'un des premiers génériques de l'émission « Montagne » (FR3). Cette dernière lui consacra un de ses numéros dans son chalet du Puy de Dôme pour entre autres présenter son film Murat en plein air.